# Luke Gazdic
Luke Gazdic, född 25 juli 1989, är en kanadensisk professionell ishockeyspelare som spelar för New Jersey Devils i NHL. Han har tidigare spelat för Edmonton Oilers.
Gazdic draftades i sjätte rundan i 2007 års draft av Dallas Stars som 172:a spelare totalt.